# Perjiva meifensis
Perjiva meifensis är en stekelart som beskrevs av Chao 1980. Perjiva meifensis ingår i släktet Perjiva och familjen brokparasitsteklar. Inga underarter finns listade i Catalogue of Life.